# Liste des mammifères à Monaco

Carte topographique de Monaco.

Localisation de Monaco en Europe.

Cette liste commentée recense la mammalofaune à Monaco. Elle répertorie les espèces de mammifères monégasques actuels et celles qui ont été récemment classifiées comme éteintes (à partir de l'Holocène, depuis donc 11 700 ans av. J.‑C.). Cette liste comporte 45 espèces réparties en huit ordres et seize familles, dont une est « en danger », une autre est « vulnérable », six sont « quasi menacées » et deux ont des « données insuffisantes » pour être classées (selon les critères de la liste rouge de l'UICN au niveau mondial).
Elle contient au moins quatre espèces introduites sur ce territoire, qui sont plus ou moins bien acclimatées. Il peut contenir aussi dans cette liste des animaux non reconnus par la liste rouge de l'UICN (aucun mammifère ici) et ils sont classés en « non évalué » : cela étant dû notamment au manque de données et à des espèces domestiques, disparues ou éteintes avant le XVIe siècle. Il n'existe pas à Monaco d'espèces et de sous-espèces de mammifères endémiques.

## Statuts de la liste rouge de l'UICN
Les statuts de conservation utilisés par la liste rouge de l'UICN mondiale sont :
| (EX) | Éteint                  | Il n'y a pas le moindre doute sur le fait que le dernier spécimen recensé est mort.                                                                   |
| (EW) | Éteint à l'état sauvage | L'espèce est connue uniquement en captivité ou en tant que population naturalisée bien en dehors de son ancienne aire de répartition.                 |
| (CR) | En danger critique      | L'espèce risque prochainement de s'éteindre à l'état sauvage.                                                                                         |
| (EN) | En danger               | L'espèce fait face à un très gros risque d'extinction à l'état sauvage.                                                                               |
| (VU) | Vulnérable              | L'espèce fait face à un gros risque d'extinction à l'état sauvage.                                                                                    |
| (NT) | Quasi menacé            | L'espèce ne satisfait pas un ou plusieurs des critères prévus qui permettraient de la catégoriser, mais pourrait risquer de s'éteindre dans le futur. |
| (LC) | Préoccupation mineure   | Il n'y a pas de risque identifiable pour l'espèce. |
| (DD) | Données insuffisantes   | Il n'y a pas d'information adéquate qui permettraient de faire une évaluation des risques pour cette espèce.                                          |
| (NE) | Non évalué              | L'espèce n'a pas encore été confrontée aux critères précédents, n'est pas reconnue par l'UICN ou bien s'est éteinte avant le XVIe siècle.             |

## Ordre:Primates

### Famille:Hominidés
| Nom binominal, nom vulgaire et citation d'auteurs | Origine et statut à Monaco | Aire de répartition                    | Statut UICN mondial | Image         |
| ------------------------------------------------- | -------------------------- | -------------------------------------- | ------------------- | ------------- |
| Homo sapiens (Homme moderne) Linnaeus, 1758       | Autochtone,                | Aire de répartition de l'Homme moderne | [ 2 ]               | Homme moderne |

## Ordre:Lagomorphes

### Famille:Léporidés
| Nom binominal, nom vulgaire et citation d'auteurs         | Origine et statut à Monaco | Aire de répartition                     | Statut UICN mondial | Image            |
| --------------------------------------------------------- | -------------------------- | --------------------------------------- | ------------------- | ---------------- |
| Oryctolagus cuniculus (Lapin de garenne) (Linnaeus, 1758) | Allochtone (Introduit),    | Aire de répartition du Lapin de garenne | [ 4 ]               | Lapin de garenne |

## Ordre:Rodentiens

### Famille:Muridés
| Nom binominal, nom vulgaire et citation d'auteurs      | Origine et statut à Monaco | Aire de répartition                    | Statut UICN mondial | Image           |
| ------------------------------------------------------ | -------------------------- | -------------------------------------- | ------------------- | --------------- |
| Apodemus sylvaticus (Mulot sylvestre) (Linnaeus, 1758) | Autochtone                 | Aire de répartition du Mulot sylvestre | [ 5 ]               | Mulot sylvestre |
| Mus musculus (Souris grise) Linnaeus, 1758             | Allochtone (Introduit),    | Aire de répartition de la Souris grise | [ 6 ]               | Souris grise    |
| Rattus norvegicus (Rat surmulot) (Berkenhout, 1769)    | Allochtone (Introduit)     | Aire de répartition du Rat surmulot    | [ 9 ]               | Rat surmulot    |
| Rattus rattus (Rat noir) (Linnaeus, 1758)              | Allochtone (Introduit)     | Aire de répartition du Rat noir        | [ 11 ]              | Rat noir        |

## Ordre:Soricomorphes

### Famille:Talpidés
| Nom binominal, nom vulgaire et citation d'auteurs | Origine et statut à Monaco | Aire de répartition                      | Statut UICN mondial | Image          |
| ------------------------------------------------- | -------------------------- | ---------------------------------------- | ------------------- | -------------- |
| Talpa caeca (Taupe aveugle) Savi, 1822            | Autochtone                 | Aire de répartition de la Taupe aveugle  | [ 12 ]              | Taupe aveugle  |
| Talpa europaea (Taupe d'Europe) Linnaeus, 1758    | Autochtone                 | Aire de répartition de la Taupe d'Europe | [ 13 ]              | Taupe d'Europe |

## Ordre:Chiroptères

### Famille:Molossidés
| Nom binominal, nom vulgaire et citation d'auteurs         | Origine et statut à Monaco | Aire de répartition                       | Statut UICN mondial | Image              |
| --------------------------------------------------------- | -------------------------- | ----------------------------------------- | ------------------- | ------------------ |
| Tadarida teniotis (Molosse de Cestoni) (Rafinesque, 1814) | Autochtone                 | Aire de répartition du Molosse de Cestoni | [ 14 ]              | Molosse de Cestoni |

### Famille:Rhinolophidés
| Nom binominal, nom vulgaire et citation d'auteurs             | Origine et statut à Monaco | Aire de répartition                       | Statut UICN mondial | Image              |
| ------------------------------------------------------------- | -------------------------- | ----------------------------------------- | ------------------- | ------------------ |
| Rhinolophus euryale (Rhinolophe euryale) Blasius, 1853        | Autochtone                 | Aire de répartition du Rhinolophe euryale | [ 15 ]              | Rhinolophe euryale |
| Rhinolophus ferrumequinum (Grand Rhinolophe) (Schreber, 1774) | Autochtone                 | Aire de répartition du Grand Rhinolophe   | [ 16 ]              | Grand Rhinolophe   |
| Rhinolophus hipposideros (Petit Rhinolophe) (Bechstein, 1800) | Autochtone                 | Aire de répartition du Petit Rhinolophe   | [ 17 ]              | Petit Rhinolophe   |

### Famille:Vespertilionidés
| Nom binominal, nom vulgaire et citation d'auteurs                             | Origine et statut à Monaco | Aire de répartition                                | Statut UICN mondial | Image                       |
| ----------------------------------------------------------------------------- | -------------------------- | -------------------------------------------------- | ------------------- | --------------------------- |
| Miniopterus schreibersii (Minioptère de Schreibers) (Kuhl, 1817)              | Autochtone                 | Aire de répartition du Minioptère de Schreibers    | [ 18 ]              | Minioptère de Schreibers    |
| Myotis bechsteinii (Murin de Bechstein) (Kuhl, 1817)                          | Autochtone                 | Aire de répartition du Murin de Bechstein          | [ 19 ]              | Murin de Bechstein          |
| Myotis blythii (Petit Murin) (Tomes, 1857)                                    | Autochtone,                | Aire de répartition du Petit Murin                 | [ 20 ]              | Petit Murin                 |
| Myotis daubentonii (Murin de Daubenton) (Kuhl, 1817)                          | Autochtone                 | Aire de répartition du Murin de Daubenton          | [ 21 ]              | Murin de Daubenton          |
| Myotis emarginatus (Murin à oreilles échancrées) (É. Geoffroy, 1806)          | Autochtone                 | Aire de répartition du Murin à oreilles échancrées | [ 22 ]              | Murin à oreilles échancrées |
| Myotis nattereri (Murin de Natterer) (Kuhl, 1817)                             | Autochtone                 | Aire de répartition du Murin de Natterer           | [ 23 ]              | Murin de Natterer           |
| Eptesicus serotinus (Sérotine commune) (Schreber, 1774)                       | Autochtone                 | Aire de répartition de la Sérotine commune         | [ 24 ]              | Sérotine commune            |
| Nyctalus lasiopterus (Grande Noctule) (Schreber, 1780)                        | Autochtone                 | Aire de répartition de la Grande Noctule           | [ 25 ]              | Grande Noctule              |
| Nyctalus noctula (Noctule commune) (Schreber, 1774)                           | Autochtone                 | Aire de répartition de la Noctule commune          | [ 26 ]              | Noctule commune             |
| Pipistrellus kuhlii (Pipistrelle de Kuhl) (Kuhl, 1817)                        | Autochtone                 | Aire de répartition de la Pipistrelle de Kuhl      | [ 27 ]              | Pipistrelle de Kuhl         |
| Pipistrellus nathusii (Pipistrelle de Nathusius) (Keyserling & Blasius, 1839) | Autochtone                 | Aire de répartition de la Pipistrelle de Nathusius | [ 28 ]              | Pipistrelle de Nathusius    |
| Pipistrellus pipistrellus (Pipistrelle commune) (Schreber, 1774)              | Autochtone                 | Aire de répartition de la Pipistrelle commune      | [ 29 ]              | Pipistrelle commune         |
| Barbastella barbastellus (Barbastelle d'Europe) (Schreber, 1774)              | Autochtone                 | Aire de répartition de la Barbastelle d'Europe     | [ 30 ]              | Barbastelle d'Europe        |
| Plecotus auritus (Oreillard roux) (Linnaeus, 1758)                            | Autochtone                 | Aire de répartition de l'Oreillard roux            | [ 31 ]              | Oreillard roux              |
| Plecotus austriacus (Oreillard gris) (J. Fischer, 1829)                       | Autochtone                 | Aire de répartition de l'Oreillard gris            | [ 32 ]              | Oreillard gris              |
| Hypsugo savii (Vespère de Savi) (Bonaparte, 1837)                             | Autochtone                 | Aire de répartition de la Vespère de Savi          | [ 33 ]              | Vespère de Savi             |

## Ordre:Cétacés

### Famille:Balænoptéridés
| Nom binominal, nom vulgaire et citation d'auteurs       | Origine et statut à Monaco | Aire de répartition                   | Statut UICN mondial | Image          |
| ------------------------------------------------------- | -------------------------- | ------------------------------------- | ------------------- | -------------- |
| Balaenoptera physalus (Rorqual commun) (Linnaeus, 1758) | Autochtone                 | Aire de répartition du Rorqual commun | [ 34 ]              | Rorqual commun |

### Famille:Delphinidés
| Nom binominal, nom vulgaire et citation d'auteurs             | Origine et statut à Monaco | Aire de répartition                               | Statut UICN mondial | Image                      |
| ------------------------------------------------------------- | -------------------------- | ------------------------------------------------- | ------------------- | -------------------------- |
| Delphinus delphis (Dauphin commun à bec court) Linnaeus, 1758 | Autochtone                 | Aire de répartition du Dauphin commun à bec court | [ 35 ]              | Dauphin commun à bec court |
| Stenella coeruleoalba (Dauphin bleu et blanc) (Meyen, 1833)   | Autochtone                 | Aire de répartition du Dauphin bleu et blanc      | [ 36 ]              | Dauphin bleu et blanc      |
| Tursiops truncatus (Grand Dauphin commun) (Montagu, 1821)     | Peut-être autochtone,      | Aire de répartition du Grand Dauphin commun       | [ 38 ]              | Grand Dauphin commun       |
| Globicephala melas (Globicéphale noir) (Traill, 1809)         | Autochtone                 | Aire de répartition du Globicéphale noir          | [ 39 ]              | Globicéphale noir          |
| Grampus griseus (Dauphin de Risso) (G. Cuvier, 1812)          | Autochtone                 | Aire de répartition du Dauphin de Risso           | [ 40 ]              | Dauphin de Risso           |
| Orcinus orca (Orque) (Linnaeus, 1758)                         | Autochtone                 | Aire de répartition de l'Orque                    | [ 41 ]              | Orque                      |
| Steno bredanensis (Sténo) (G. Cuvier in Lesson, 1828)         | Peut-être autochtone       | Aire de répartition du Sténo                      | [ 42 ]              | Sténo                      |

### Famille:Physétéridés
| Nom binominal, nom vulgaire et citation d'auteurs      | Origine et statut à Monaco | Aire de répartition                   | Statut UICN mondial | Image          |
| ------------------------------------------------------ | -------------------------- | ------------------------------------- | ------------------- | -------------- |
| Physeter macrocephalus (Grand Cachalot) Linnaeus, 1758 | Autochtone                 | Aire de répartition du Grand Cachalot | [ 43 ]              | Grand Cachalot |

### Famille:Ziphiidés
| Nom binominal, nom vulgaire et citation d'auteurs             | Origine et statut à Monaco | Aire de répartition                               | Statut UICN mondial | Image                   |
| ------------------------------------------------------------- | -------------------------- | ------------------------------------------------- | ------------------- | ----------------------- |
| Ziphius cavirostris (Baleine à bec de Cuvier) G. Cuvier, 1823 | Autochtone                 | Aire de répartition de la Baleine à bec de Cuvier | [ 44 ]              | Baleine à bec de Cuvier |

## Ordre:Artiodactyles

### Famille:Cervidés
| Nom binominal, nom vulgaire et citation d'auteurs         | Origine et statut à Monaco | Aire de répartition                       | Statut UICN mondial | Image              |
| --------------------------------------------------------- | -------------------------- | ----------------------------------------- | ------------------- | ------------------ |
| Capreolus capreolus (Chevreuil européen) (Linnaeus, 1758) | Autochtone                 | Aire de répartition du Chevreuil européen | [ 45 ]              | Chevreuil européen |

### Famille:Suidés
| Nom binominal, nom vulgaire et citation d'auteurs | Origine et statut à Monaco | Aire de répartition                       | Statut UICN mondial | Image              |
| ------------------------------------------------- | -------------------------- | ----------------------------------------- | ------------------- | ------------------ |
| Sus scrofa (Sanglier d'Eurasie) Linnaeus, 1758    | Autochtone                 | Aire de répartition du Sanglier d'Eurasie | [ 46 ]              | Sanglier d'Eurasie |

## Ordre:Carnivores

### Famille:Canidés
| Nom binominal, nom vulgaire et citation d'auteurs | Origine et statut à Monaco | Aire de répartition                | Statut UICN mondial | Image       |
| ------------------------------------------------- | -------------------------- | ---------------------------------- | ------------------- | ----------- |
| Canis lupus (Loup gris) Linnaeus, 1758            | Autochtone (Disparu)       | Aire de répartition du Loup gris   | [ 47 ]              |             |
| Vulpes vulpes (Renard roux) (Linnaeus, 1758)      | Autochtone                 | Aire de répartition du Renard roux | [ 48 ]              | Renard roux |

### Famille:Ursidés
| Nom binominal, nom vulgaire et citation d'auteurs | Origine et statut à Monaco | Aire de répartition                | Statut UICN mondial | Image     |
| ------------------------------------------------- | -------------------------- | ---------------------------------- | ------------------- | --------- |
| Ursus arctos (Ours brun) Linnaeus, 1758           | Autochtone (Disparu),      | Aire de répartition de l'Ours brun | [ 49 ]              | Ours brun |

### Famille:Mustélidés
| Nom binominal, nom vulgaire et citation d'auteurs | Origine et statut à Monaco | Aire de répartition                        | Statut UICN mondial | Image            |
| ------------------------------------------------- | -------------------------- | ------------------------------------------ | ------------------- | ---------------- |
| Mustela nivalis (Belette d'Europe) Linnaeus, 1766 | Autochtone                 | Aire de répartition de la Belette d'Europe | [ 50 ]              | Belette d'Europe |

### Famille:Félidés
| Nom binominal, nom vulgaire et citation d'auteurs | Origine et statut à Monaco          | Aire de répartition                 | Statut UICN mondial | Image        |
| ------------------------------------------------- | ----------------------------------- | ----------------------------------- | ------------------- | ------------ |
| Felis silvestris (Chat sauvage) Schreber, 1777    | Autochtone (Peut-être réintroduit), | Aire de répartition du Chat sauvage | [ 52 ]              | Chat sauvage |